# イーヴォ・ロビッチ
イーヴォ・ロビッチ（セルビア・クロアチア語:Ivo Robić、1923年1月29日 - 2000年3月9日）は、国際的に活躍したクロアチア出身の歌手・ソングライター。セルブ＝クロアート＝スロヴェーン王国（後のユーゴスラヴィア、現クロアチア共和国）、ガレシュニツァ出身、クロアチア共和国リエカにて死去した。ユーゴスラビア各地以外でも、国際的な知名度を有した。
日本では「ロビッチ」「ロビック」などの片仮名表記がある。

## ユーゴスラビア国内でのキャリア
イーヴォ・ロビッチは、ザグレブで学びながら、歌手としてのキャリアをラジオ・ザグレブ・オーケストラで始めた。第二次世界大戦中は、ロビッチはザグレブのクルゴヴァルナ・ポスタヤ・ザグレブ（Krugovalna postaja Zagreb）やエスプラネード・ホテル（Esplanade hotel）で歌った。
終戦後、社会主義体制をとるユーゴスラビア社会主義共和国の一部となったクロアチア社会主義共和国でのロビッチのキャリアのなかで、彼は100を超えるレコードを製作し、その多くはシングル盤であった。彼の母国における代表曲は「Vraćam se Zagrebe tebi」（ただいま、我がザグレブよ）、「Ta tvoja ruka mala」（そのあなたの小さな手）、「Tiho plove moje čežnje」（我が熱望の静かな航海）などであった。

## 国際的な活躍
1950年代初頭から、社会主義ユーゴスラビアにおけるポップ、ロックの先駆者として、ロビッチはユーゴスラビア国内外でほぼ半世紀にわたって成功したアーティストとなった。初期にはユーゴスラビア国内のみで活動する歌手であったロビッチの作品は、やがて他のヨーロッパ諸国、そしてその他の各国でヒットするようになった。
ロビッチの初の世界的なヒット曲となった1959年の「Morgen」にちなんで、彼は「ミスター・モルゲン」（Mister Morgen）という愛称がつけられた。 この曲はロビッチとドイツのベルト・ケンプフェルトの初の共作であった。この作品がドイツで成功すると、この曲のドイツ語版がアメリカ合衆国のBillboard Hot 100で13位となり、アルバムはゴールド・アルバムとなった。レズリー・アガムス（Leslie Uggams）が歌った英語版の曲「One More Sunrise」は同じBillboard Hot 100で98位となった。この曲は他にも多くのアーティストによって歌われた。ロビッチはドイツのポリドール・レコードで非常に活発に活動し、数百万枚ものシングル・アルバムを売り上げた。ロビッチはベルト・ケンプフェルトやフレディ・クイン（Freddy Quinn）、ディーン・マーティンなど、多くの有名アーティストと共演した。
ロビッチの他の世界的なヒットには、1960年の「Muli-Song」、「Mit 17 fängt das Leben erst an」、1962年の「Ein ganzes Leben lang」、1966年の「Rot ist der Wein」、1971年の「Ich zeig' dir den Sonnenschein」などがある。

## アルバム
- Hit Parade (196x)
- Seine Grosse Erfolge (1959.)
- Mit 17 Fangt Das Leben Erst An (1966.)
- Shlager - Errinerungen (1966.)
- Milion I Prva Ploča (1969.)
- Jesenska Ruža (Pjeva Melodije Nenada Grčevića) (1972.)
- Sav Svijet Je Tvoj (1975.)
- 18 Zlatnih Hitova Ive Robića (1978.)
- Bregovi Su Ostali Za Nama (1981.)
- Vrijeme Nježnosti (1982.)
- Žuto Lišće Jeseni (1985.)
- Auf Der Buhne Meines Lebens (1985.)
- Koncert U Ljetno Predvečerje (1988.)
- Morgen (1988.)
- Ivo Robić - 50-ih Godina (1993.)